# Маркгренінген
Маркгренінген (нім. Markgröningen) — місто в Німеччині, розташоване в землі Баден-Вюртемберг. Підпорядковане адміністративному округу Штутгарт. Входить до складу району Людвігсбург.
Площа — 28,16 км2. Населення становить 15 054 осіб (станом на 31.12.2022).
Маркгренінген розташований за 15 км на північний захід від міста Штутгарт і за 10 км на захід міста Людвігсбург.

## Історія
Маркгренінген (або просто «Гренінген», як його можуть називати деякі старші жителі) вперше згадується в 779 році в акті дарування Фульдському абатству під назвою Груонінга. «Марк» було додано до назви пізніше, щоб вказати на його розташування в марці або прикордонній зоні між франкською та алеманською територією.
Приблизно в 1243 році поселення Маркгренінген було підвищено до статусу міста. Це був феод імператора Священної Римської імперії, який відповідав за охорону двох важливих шляхів подорожей. У 1229 році місто ненадовго стало вільним імперським містом. Як наслідок, на його гербі зображений царський орел; синя смуга із золотими зірками була додана в середині 16 століття як розпізнавальний знак. Однак у 1336 році Вюртемберзький дім придбав місто та зробив його резиденцією уряду. Пізніше, під час тимчасового поділу Вюртемберга між 1441 і 1482 роками, він був основним місцем.
У 1297 році було освячено Шпиталь (притулок для паломників), основу Ордену Святого Духа, що має велике значення для Маркгренінгена. Близько 1300 року орден розпочав будівництво нинішньої церкви Святого Духа. До 1354 року в місті була латинська школа, а до 1429 року — лазня. Ці три були ознаками переваги в середньовічному місті.
Найбільшого розквіту Маркгренінген пережив у другій половині XV століття. Численні будівлі, які формують зовнішній вигляд міста сьогодні, походять з того періоду, наприклад, ресторан «Ratstüble» — побудований у 1414 році — і готель «Корона» — побудований у 1428 році. Ці дві будівлі стоять по обидва боки від готичної ратуші Fachwerk (Rathaus), заснованої в 1441 році.
Після Реформації володіння Ордену Святого Духа перейшли під контроль володаря садиби, а Шпиталь перебував у веденні міста з 1552 року. 
Як і багато інших місць у Німеччині, Маркгренінген постраждав під час Тридцятилітньої війни; сусіднє місто Асперг було значною мірою зруйноване під час облоги. Потім у 18 столітті місто втратило свою політичну важливість і більшу частину своїх віддалених володінь на користь новозаснованого міста Людвігсбург і занепало. 
Через відсутність залізниці промисловість розвивалася незначно, хоча неподалік від Тальгаузена було кілька водяних млинів. Демографічний тиск призвів до утворення нових поселень і масової еміграції до Сполучених Штатів. У 1833–1845 роках міські мури були зруйновані, що дозволило розширити межі міста. Лише одні з чотирьох воріт збереглися сьогодні, der Obere Torturm, «верхня брама-вежа», побудована в 1555 році. 
Нарешті, в 1916 році Маркгренінгену вдалося отримати залізничне сполучення, але лінія не була продовжена далі, як хотілося. З 1975 року більше не було пасажирських перевезень.
За часів нацизму 120 мешканців будинку для інвалідів у Маркгренінгені були піддані евтаназії, а 363 особи, переважно євреї, у трудовому таборі в Унтерріксінгені померли.
У 2006 році якість повітря в Маркгренінгені була визнана третьою найгіршою в Баден-Вюртемберзі. Проблему значно пом'якшило будівництво об'їзної дороги на схід.